# Polygonatum × hybridum
Polygonatum × hybridum (znan tudi  kot vrtni salomonov pečat) je hibridna cvetoča rastlina. Nastala je s križanjem mnogocvetnega salomonovega pečata (Polygonatum multiflorum) in dišečega salomonovega pečata (Polygonatum odoratum).
Rastlina je običajno vitalnejša od obeh starševskih vrst.

## Opis
Kot druge vrste v rodu tudi Polygonatum × hybridum raste iz korenike. Stebla zrastejo zrastejo do 1 metra visoko, listi pa so koničasti in razvrščeni premenjalno. Stebla se na vrhu upognejo, tako da cvetovi, ki se spomladi razvijejo v majhnih skupinah pri stiku lista in stebla, visijo navzdol. So beli z zelenimi konicami in rahlo dišijo.

## Gojenje
Polygonatum × hybridum uspeva na sončnih ali delno senčnih legah in enostavna za gojenje. Odporna je na nizke temperature in prenese mraz do -20C°. Rastlina je prejela nagrado Award of Garden Merit Royal Horticultural Society. Na vrtovih je občutljiva na napade ličink žagarja (Phymatocera aterrima), ki se hranijo na spodnji strani listov in hitro uničijo listje..
Obstajajo različni kultivari:
- 'Striatum' so črtasti in obrobljeni s kremnimi do belimi lisami. Je nižji in zraste do 60cm.
- 'Betberg' (poimenovan po vasi Betberg v Nemčiji, blizu mesta, kjer je bil najden) ima sprva temno rjave liste, ki ob cvetenju zbledijo. Je višji in doseže 1,2 m.